# Кузя (приток Саракокши)
Кузя (в верхнем течении Большая Кузя) — река в России, протекает по территории Чойского района Республики Алтай. Длина реки составляет 31 км.

## География и гидрология
Истоки реки расположены у подножья горы Саганы (2037 м), от истока река течёт в северном и северо-западном направлении принимая ряд притоков самые большие из которых — Бол. Саргая, Большой и Малый Канаспай. Сливаясь на высоте 612,1 метра над уровнем моря с правобережным притоком Малая Кузя, река изменяет название на Кузя. Ниже по течению в неё впадают правобережные притоки Кульбич и Саразен. Река протекает рядом с одноимённым селом Кузя.
По правому берегу Кузя впадает в Саракокшу, в 36 километрах от устья последней, устье реки расположено к востоку от села Каракокша.

## Притоки
(указано расстояние от устья)
- 12 км: Кульбич
- 14 км: Малая Кузя

## Данные водного реестра
По данным государственного водного реестра России относится к Верхнеобскому бассейновому округу, водохозяйственный участок реки — Бия, речной подбассейн реки — Бия и Катунь. Речной бассейн реки — (Верхняя) Обь до впадения Иртыша.

## Топографические карты
- Лист карты M-45-18 Уймень. Масштаб: 1 : 100 000. Состояние местности на 1981 год. Издание 1985 г.
- Лист карты M-45-6 Сейка. Масштаб: 1 : 100 000. Состояние местности на 1981 год. Издание 1985 г.